# Xestoblatta caussaneli
Xestoblatta caussaneli är en kackerlacksart som beskrevs av Philippe Grandcolas 1992. Xestoblatta caussaneli ingår i släktet Xestoblatta och familjen småkackerlackor. Inga underarter finns listade i Catalogue of Life.